# ATP Challenger Almaty
Der ATP Challenger Almaty (offiziell: Almaty Cup) war ein Tennisturnier, das von 2007 bis 2009 jährlich in Almaty, Kasachstan stattfand. Es gehörte zur ATP Challenger Tour und wurde im Freien auf Hartplatz gespielt. Im Jahr 2007 fanden zwei Turniere statt.

## Liste der Sieger

### Einzel
| Jahr     | Sieger           | Finalgegner    | Ergebnis |
| -------- | ---------------- | -------------- | -------- |
| 2009     | Iwan Serhejew    | Dustin Brown   | 6:3, 6:4 |
| 2008     | Sebastián Decoud | Alex Bogomolow | 6:4, 6:2 |
| 2007 (2) | Simon Greul (2)  | Jun Woong-sun  | 6:3, 6:2 |
| 2007 (1) | Simon Greul (1)  | Daniel Brands  | 6:4, 6:2 |

### Doppel
| Jahr     | Sieger                                      | Finalgegner                          | Ergebnis          |
| -------- | ------------------------------------------- | ------------------------------------ | ----------------- |
| 2009     | Denys Moltschanow (2) Yang Tsung-hua        | Pierre-Ludovic Duclos Alexei Kedrjuk | 4:6, 7:65, [11:9] |
| 2008     | Denys Moltschanow (1) Alexander Krasnoruzki | Syrym Äbdichalyqow Alex Bogomolow    | 3:6, 6:3, [10:2]  |
| 2007 (2) | Teodor-Dacian Crăciun Florin Mergea         | Alexei Kedrjuk Alexander Kudrjawzew  | 6:2, 6:1          |
| 2007 (1) | Kamil Čapkovič Ivan Dodig                   | Alexei Kedrjuk Alexander Kudrjawzew  | 6:2, 3:6, [10:7]  |